# Campeonato Europeo de Atletismo Sub-23 de 2003
El IV Campeonato Europeo de Atletismo Sub-23 se celebró en la ciudad de Bydgoszcz (Polonia) del 17 al 20 de julio de 2003. La sede del evento fue el Estadio Zdzisław Krzyszkowiak.

## Resultados

### Masculino
| Evento                          | Oro                                                                             | Oro      | Plata                                                                                  | Plata    | Bronce                                                                                     | Bronce   |
| ------------------------------- | ------------------------------------------------------------------------------- | -------- | -------------------------------------------------------------------------------------- | -------- | ------------------------------------------------------------------------------------------ | -------- |
| 100 m (viento: +1.2 m/s)        | Ronald Pognon Francia                                                           | 10.19    | Argo Golberg Estonia                                                                   | 10.28    | Fabrice Calligny Francia                                                                   | 10.34    |
| 200 m (viento: +0.7 m/s)        | Chris Lambert Reino Unido                                                       | 20.34    | Marcin Jędrusiński · Polonia                                                           | 20.39    | Johan Wissman · Suecia                                                                     | 20.43    |
| 400 m                           | Leslie Djhone Francia                                                           | 45.04    | Tim Benjamin Reino Unido                                                               | 45.86    | Rafał Wieruszewski · Polonia                                                               | 45.87    |
| 800 m                           | René Herms · Alemania                                                           | 1:46.26  | Florent Lacasse Francia                                                                | 1:46.47  | Manuel Olmedo · España                                                                     | 1:46.83  |
| 1.500 m                         | Mounir Yemmouni Francia                                                         | 3:44.02  | Xavier Areny · España                                                                  | 3:44.65  | Lorenzo Perrone · Italia                                                                   | 3:45.05  |
| 5.000 m                         | Chris Thompson Reino Unido                                                      | 13:58.62 | Mo Farah Reino Unido                                                                   | 13:58.88 | Robert Connolly Irlanda                                                                    | 14:03.75 |
| 10.000 m                        | Ioannis Kanelopoulos · Grecia                                                   | 29:00.78 | Vasyl Matviychuk · Ucrania                                                             | 29:01.29 | Paweł Ochal · Polonia                                                                      | 29:17.41 |
| 110 m vallas (viento: +0.6 m/s) | Ladji Doucouré Francia                                                          | 13.25    | Philip Nossmy · Suecia                                                                 | 13.50    | Gregory Sedoc · Países Bajos                                                               | 13.55    |
| 400 m vallas                    | Marek Plawgo · Polonia                                                          | 48.45    | Christian Duma · Alemania                                                              | 49.53    | Thomas Kortbeek · Países Bajos                                                             | 49.68    |
| 3.000 m obstáculos              | Martin Pröll · Austria                                                          | 8:25.86  | Radosław Popławski · Polonia                                                           | 8:27.95  | Jukka Keskisalo · Finlandia                                                                | 8:28.53  |
| 20 km marcha                    | Benjamin Kuciński · Polonia                                                     | 1:22:07  | Sergey Lystsov · Rusia                                                                 | 1:24:04  | Andrey Talashko · Bielorrusia                                                              | 1:24:28  |
| 4 x 100 metros                  | Reino Unido Tyrone Edgar Chris Lambert Darren Chin Dwayne Grant                 | 39.31    | Francia Daniel Adolia Fabrice Calligny David Socrier Leslie Dhjone                     | 39.38    | Bélgica · Pieter-Jan Vereecke · François Gourmet · Kristof Beyens · Xavier de Baerdemacker | 39.54    |
| 4 x 400 metros                  | Polonia · Rafał Wieruszewski · Kacper Skalski · Daniel Dąbrowski · Marek Plawgo | 3:03.32  | Alemania · Sebastian Gatzka · Christian Duma · Steffen Staffelmaier · Bastian Swillims | 3:03.36  | Rusia · Roman Matveyev · Dmitriy Petrov · Aleksandr Borshchenko · Andrey Polukeyev         | 3:04.18  |
| Salto de altura                 | Aleksander Waleriańczyk · Polonia                                               | 2.36     | Andrey Tereshin · Rusia                                                                | 2.27     | Wojciech Borysiewicz · Polonia                                                             | 2.27     |
| Salto con pértiga               | Oleksandr Korchmid · Ucrania                                                    | 5.50     | Marvin Osei-Tutu · Alemania                                                            | 5.50     | Maksym Mazuryk · Ucrania                                                                   | 5.45     |
| Salto de longitud               | Louis Tsatoumas · Grecia                                                        | 8.24     | Volodymyr Zyuskov · Ucrania                                                            | 8.22     | Dănuţ Simion · Rumania                                                                     | 8.09     |
| Triple salto                    | Dmitrij Vaľukevič · Bielorrusia                                                 | 17.57    | Marian Oprea · Rumania                                                                 | 17.28    | Rudolf Helpling · Alemania                                                                 | 16.66    |
| Peso                            | Pavel Lyzhyn · Bielorrusia                                                      | 20.43    | Pavel Sofin · Rusia                                                                    | 20.33    | Rutger Smith · Países Bajos                                                                | 20.18    |
| Disco                           | Rutger Smith · Países Bajos                                                     | 59.90    | Dmitriy Sivakov · Bielorrusia                                                          | 58.00    | Bogdan Pishchalnikov · Rusia                                                               | 56.88    |
| Martillo                        | Krisztián Pars · Hungría                                                        | 77.25    | Eşref Apak Turquía                                                                     | 76.52    | Aleksandr Vashchyla · Bielorrusia                                                          | 71.91    |
| Jabalina                        | Alexandr Ivanov · Rusia                                                         | 82.59    | Igor Janik · Polonia                                                                   | 82.54    | Tero Pitkämäki · Finlandia                                                                 | 78.84    |
| Decatlón                        | André Niklaus · Alemania                                                        | 7983     | Indrek Turi Estonia                                                                    | 7864     | Atis Vaisjuns Letonia                                                                      | 7681     |

### Femenino
| Evento                          | Oro                                                                            | Oro      | Plata                                                                         | Plata    | Bronce                                                                     | Bronce   |
| ------------------------------- | ------------------------------------------------------------------------------ | -------- | ----------------------------------------------------------------------------- | -------- | -------------------------------------------------------------------------- | -------- |
| 100 m (viento: +1.3 m/s)        | Georgia Kokloni · Grecia                                                       | 11.33    | Daria Korczyńska · Polonia                                                    | 11.46    | Aksana Drahun · Bielorrusia                                                | 11.48    |
| 200 m (viento: +1.0 m/s)        | Maryna Maydanova · Ucrania                                                     | 22.82    | Maja Nose Eslovenia                                                           | 23.09    | Dorota Jędrusińska · Polonia                                               | 23.34    |
| 400 m                           | Helen Karagounis Reino Unido                                                   | 51.78    | Solene Desert Francia                                                         | 52.05    | Tatyana Firova · Rusia                                                     | 52.14    |
| 800 m                           | Rebecca Lyne Reino Unido                                                       | 2:04.66  | Lucia Klocová · Eslovaquia                                                    | 2:05.02  | Esther Desviat · España                                                    | 2:05.38  |
| 1.500 m                         | Olesya Chumakova · Rusia                                                       | 4:11.75  | Lisa Dobriskey Reino Unido                                                    | 4:12.95  | Ingvill Måkestad Bovim · Noruega                                           | 4:13.58  |
| 5.000 m                         | Elvan Abeylegesse Turquía                                                      | 15:16.79 | Tatyana Petrova · Rusia                                                       | 16:02.79 | Sonia Bejarano · España                                                    | 16:17.81 |
| 10.000 m                        | Krisztina Papp · Hungría                                                       | 33:23.02 | Valentina Levushkina · Rusia                                                  | 33:28.73 | Louise Damen Reino Unido                                                   | 33:29.82 |
| 100 m vallas (viento: +1.0 m/s) | Susanna Kallur · Suecia                                                        | 12.88    | Nadine Hentschke · Alemania                                                   | 12.89    | Mariya Koroteyeva · Rusia                                                  | 12.95    |
| 400 m vallas                    | Oksana Gulumyan · Rusia                                                        | 56.23    | Irēna Žauna Letonia                                                           | 56.47    | Maria Rus · Rumania                                                        | 57.01    |
| 3.000 m obstáculos              | Lyubov Kharlamova · Rusia                                                      | 9:41.16  | Michaela Mannová · República Checa                                            | 9:42.01  | Sigrid Vanden Bempt · Bélgica                                              | 9:42.04  |
| 20 km marcha                    | Athanasia Tsoumeleka · Grecia                                                  | 1:33:55  | Vera Santos Portugal                                                          | 1:35:18  | Sabine Krantz · Alemania                                                   | 1:35:56  |
| 4 x 100 metros                  | Ucrania · Nataliya Pyhyda · Iryna Shepetyuk · Olena Chebanu · Maryna Maydanova | 44.29    | Polonia · Anna Radoszewska · Daria Onyśko · Dorota Dydo · Małgorzata Fleiszar | 44.51    | Alemania · Tanja Kuckelkorn · Lisa Schorr · Katja Wakan · Nadine Hentschke | 44.59    |
| 4 x 400 metros                  | Rusia · Yuliya Gushchina · Natalya Ivanova · Oksana Gulumyan · Tatyana Firova  | 3:29.55  | Reino Unido Jenny Meadows Danielle Halsall Kim Wall Helen Karagounis          | 3:30.44  | Alemania · Eillen Müller · Katharina Gröb · Tina Kron · Claudia Hoffmann   | 3:33.59  |
| Salto de altura                 | Blanka Vlašić · Croacia                                                        | 1.98     | Yelena Slesarenko · Rusia                                                     | 1.96     | Anna Ksok · Polonia                                                        | 1.92     |
| Salto con pértiga               | Yelena Isinbayeva · Rusia                                                      | 4.65     | Vanessa Boslak Francia                                                        | 4.40     | Anna Rogowska · Polonia                                                    | 4.35     |
| Salto de longitud               | Carolina Klüft · Suecia                                                        | 6.86     | Irina Meleshina · Rusia                                                       | 6.70     | Ineta Radēviča Letonia                                                     | 6.70     |
| Triple salto                    | Viktoriya Gurova · Rusia                                                       | 14.37    | Simona La Mantia · Italia                                                     | 14.31    | Ineta Radēviča Letonia                                                     | 14.04    |
| Peso                            | Natallya Mikhnevich · Bielorrusia                                              | 17.66    | Kathleen Kluge · Alemania                                                     | 17.09    | Filiz Kadoğan Turquía                                                      | 16.72    |
| Disco                           | Natalia Semenova · Ucrania                                                     | 59.30    | Jana Tucholke · Alemania                                                      | 58.24    | Olga Chernogorova · Bielorrusia                                            | 56.57    |
| Martillo                        | Kamila Skolimowska · Polonia                                                   | 71.38    | Aksana Miankova · Bielorrusia                                                 | 67.58    | Gulfiya Khanafeyeva · Rusia                                                | 66.98    |
| Jabalina                        | Jarmila Klimešová · República Checa                                            | 60.54    | Irina Kharun · Ucrania                                                        | 58.28    | Mariya Yakovenko · Rusia                                                   | 57.52    |
| Heptatlón                       | Jennifer Oeser · Alemania                                                      | 5901     | Yvonne Wisse · Países Bajos                                                   | 5895     | Vasiliki Delinikola · Grecia                                               | 5863     |

## Medallero
| Núm. | País            | Oro | Plata | Bronce | Total |
| ---- | --------------- | --- | ----- | ------ | ----- |
| 1    | Rusia           | 7   | 7     | 6      | 20    |
| 2    | Polonia         | 5   | 5     | 6      | 16    |
| 3    | Reino Unido     | 5   | 4     | 1      | 10    |
| 4    | Francia         | 4   | 4     | 1      | 9     |
| 5    | Ucrania         | 4   | 3     | 1      | 8     |
| 6    | Grecia          | 4   | 0     | 1      | 5     |
| 7    | Alemania        | 3   | 6     | 4      | 13    |
| 8    | Bielorrusia     | 3   | 2     | 4      | 9     |
| 9    | Suecia          | 2   | 1     | 1      | 4     |
| 10   | Hungría         | 2   | 0     | 0      | 2     |
| 11   | Países Bajos    | 1   | 1     | 3      | 5     |
| 12   | Turquía         | 1   | 1     | 1      | 3     |
| 13   | República Checa | 1   | 1     | 0      | 2     |
| 14   | Austria         | 1   | 0     | 0      | 1     |
| 14   | Croacia         | 1   | 0     | 0      | 1     |
| 16   | Estonia         | 0   | 2     | 0      | 2     |
| 17   | España          | 0   | 1     | 3      | 4     |
| 17   | Letonia         | 0   | 1     | 3      | 4     |
| 19   | Rumania         | 0   | 1     | 2      | 3     |
| 20   | Italia          | 0   | 1     | 1      | 2     |
| 21   | Portugal        | 0   | 1     | 0      | 1     |
| 21   | Eslovaquia      | 0   | 1     | 0      | 1     |
| 21   | Eslovenia       | 0   | 1     | 0      | 1     |
| 24   | Bélgica         | 0   | 0     | 2      | 2     |
| 24   | Finlandia       | 0   | 0     | 2      | 2     |
| 26   | Irlanda         | 0   | 0     | 1      | 1     |
| 26   | Noruega         | 0   | 0     | 1      | 1     |

## Récords

### Récords del campeonato
| Atleta                  | Nación      | Prueba                           | Marca    | Ronda     | Fecha       |
| ----------------------- | ----------- | -------------------------------- | -------- | --------- | ----------- |
| Ronald Pognon           | Francia     | 100 metros masculino             | 10.19    | Final     | 19 de julio |
| Leslie Djhone           | Francia     | 400 metros masculino             | 45.04    | Final     | 19 de julio |
| Chris Lambert           | Reino Unido | 200 metros masculino             | 20.34    | Final     | 19 de julio |
| Marek Plawgo            | Polonia     | 400 metros vallas masculino      | 48.45    | Final     | 19 de julio |
| Dmitrij Valukevic       | Bielorrusia | Triple salto masculino           | 17.57    | Final     | 19 de julio |
| Martin Pröll            | Austria     | 3000 m obstáculos masculino      | 8:25.86  | Final     | 19 de julio |
| Lyubov Kharlamova       | Rusia       | 3000 m obstáculos femenino       | 9:41.16  | Final     | 19 de julio |
| Yelena Isinbayeva       | Rusia       | Salto con pértiga femenino       | 4.65     | Final     | 19 de julio |
| Carolina Klüft          | Suecia      | Salto de longitud femenino       | 6.86     | Final     | 20 de julio |
| Ladji Doucouré          | Francia     | 110 metros vallas                | 13.23    | Semifinal | 20 de julio |
| Aleksander Waleriańczyk | Polonia     | Salto de altura masculino        | 2.36     | Final     | 20 de julio |
| Pavel Lyzhyn            | Bielorrusia | Lanzamiento de peso masculino    | 20.43    | Final     | 20 de julio |
| Elvan Abeylegesse       | Turquía     | 5000 metros femenino             | 15:16.79 | Final     | 20 de julio |
| Susanna Kallur          | Suecia      | 100 metros vallas                | 12.88    | Final     | 20 de julio |
| Natalia Semenova        | Ucrania     | Lanzamiento de disco femenino    | 59.30    | Final     | 20 de julio |
| Kamila Skolimowska      | Polonia     | Lanzamiento de martillo femenino | 71.38    | Final     | 20 de julio |